# گوست ریکان سرزمین‌های وحشی
تام کلنسی گوست ریکان: سرزمین‌های وحشی (به انگلیسی: Tom Clancy's Ghost Recon: Wildlands) یک بازی ویدئویی در سبک تیراندازی سوم شخص است که توسط یوبی‌سافت پاریس و یوبی‌سافت میلان ساخته و به وسیله یوبی‌سافت در ۷ مارس ۲۰۱۷ برای سکوهای مایکروسافت ویندوز، پلی‌استیشن ۴ و اکس‌باکس وان منتشر شد. این نسخه دهمین قسمت از مجموعه بازی‌های تام کلنسی گوست ریکان به‌شمار می‌رود. این قسمت اولین نسخه از این سری به‌شمار می‌رود که دارای محیطی جهان باز است.

## روند بازی
"گوست ریکان: سرزمین‌های وحشی"یک بازی ویدئویی در سبک تیراندازی تاکتیکی در محیطی جهان باز است. بازیکن می‌تواند به صورت تک‌نفره و به کمک هوش مصنوعی یا به شکل کو-آپ و با کمک سایر بازیکنان مراحل داستانی را به اتمام برساند. همچنین بخش چندنفره نیز در این بازی وجود دارد که هشت بازیکن در قالب دو تیم چهار نفره می‌توانند با یکدیگر مبارزه کنند.
دوربین بازی در زاویه سوم شخص قرار دارد اما در هنگام نشانه‌روی به اول شخص تغییر می‌کند. بازیکن به عنوان یکی از اعضای گوست دارای تجهیزات پیشرفته‌ای است اما بازی همانند نسخه قبل به فناوری‌های بسیار پیشرفته و آینده‌نگرانه نمی‌پردازد. بازیکن همچنان می‌تواند از پهپادها برای رصد محیط و جایگاه دشمنان استفاده کند. این پهپادها در برد و فاصله مشخصی از بازیکن توانایی پرواز دارند؛ همچنین باتری این پهپادها برای پرواز محدودند و در زمانی مشخص غیرقابل استفاده می‌شوند؛ با این حال بازیکن می‌تواند با ارتقا این پهپادها برد و استقامت آن‌ها را افزایش دهد. وجود چرخه شب و روز، نظام آب و هوایی و زمین‌هایی با ویژگی‌های متفاوت در بازی نیز بر روند آن تأثیر می‌گذارد. این بدین معنی است که بازیکن می‌تواند از محیط و تعاملات آن با سایر افراد و اشیا استفاده کند؛ مثلاً بازیکن در شب بهتر می‌تواند از تکنیک‌های مخفی‌کاری استفاده کند و دید دشمنان در شب کاهش می‌یابد؛ همچنین در برخی موارد نگهبانان یا دشمنان به خواب می‌روند که بازیکن به راحتی می‌تواند این دشمنان را خلع سلاح کند یا بکشد. همچنین بازیکن می‌تواند در هنگام نبرد، دشمن را با یک دست به عنوان سپر استفاده کند در حالی که می‌تواند با دست دیگر به شلیک بپردازد یا می‌تواند از دشمنان اعتراف‌گیری کند.
بازیکن می‌تواند از انواع وسایل نقلیه مانند دوچرخه، بالگرد و کامیون‌ها استفاده کند. بازی چندین مأموریت جانبی نیز دارد. بازیکنان می‌توانند هنگامی که ماموریت‌ها را انجام نمی‌دهند، با شهروندان، مقامات و شورشیان جهان ارتباط برقرار کنند و روابط دوستانه یا خصمانه برقرار کنند. این تعاملات نیازمند استراتژی است چرا که عواقب و تأثیر بر جهان بازی را تغییر می‌دهد.

## طرح داستانی
داستان بازی در ژوئیه ۲۰۱۹ و در بولیوی جریان دارد. بولیوی به دلیل حضور قاچاقچیان و کارتل‌های مواد مخدر، ناپایدار و بی‌ثبات شده‌است و هر روز بر این بی‌ثباتی افزوده می‌شود. مشهورترین این کارتل‌ها گروهی به نام سانتا بلانکا است. این کارتل سعی دارد با نفوذ در میان سران بولیوی، این کشور را تبدیل به یکی از مکان‌های اصلی تولید کوکائین و مواد مخدر کند. در همین زمان ایالات متحده آمریکا از نفوذ سانتا بلانکا در منطقه و کشور نگران است چون قدرت او از مرزهای بولیوی فراتر رفته‌است. در نهایت سانتا بلانکا آخرین ضربه را با انفجار یک بمب در سفارت آمریکا در لاپاز و ربودن و کشتن نماینده سفارت این کشور به نام ریکاردو "ریکی" ساندوال به این کشور وارد می‌کند و نگرانی‌های دولت آمریکا در مورد سانتا بلانکا تبدیل به حقیقت می‌شود. در نتیجه ایالات متحده عملیات مشترکی با نام Kingslayer بین سازمان سیا، اداره مبارزه با مواد مخدر آمریکا و فرماندهی مشترک عملیات ویژه را برای نابودی این کارتل آغاز می‌کند. این سه گروه یک تیم از واحد عملیات ویژه به نام "ارواح" را برای نابودی سانتا بلانکا و دستگیری اعضای برجسته این گروه و آزاد سازی دولت محلی، انتخاب و فعال‌سازی می‌کند. تیم گوست شامل رهبر شبح "نومد"، تفنگدار تاکتیکی "میداس"، مهندس "هولت"، تک‌تیرانداز "ویور" است. این گروه به همراه رابط سیا به نام "کارن بومن" (که دوستی نزدیکی با ساندوال داشت) به سمت بولیوی حرکت می‌کنند و در آن‌جا مستقر‌می‌شوند.

## بازتاب‌ها
| گردآورنده | امتیاز                                 |
| --------- | -------------------------------------- |
| متاکریتیک | (PC) ۶۹/۱۰۰ (PS4) ۷۰/۱۰۰ (XONE) ۷۶/۱۰۰ |

| ناشر                     | امتیاز  |
| ------------------------ | ------- |
| دستراکتید                | 2.5/10  |
| الکترونیک گیمینگ مانثلی  | 7/10    |
| گیم اینفورمر             | 8.25/10 |
| گیم رولیشن               | [ ۱۲ ]  |
| گیم‌اسپات                 | 7/10    |
| گیمز ریدار+              | [ ۱۴ ]  |
| آی‌جی‌ان                   | 7.9/10  |
| پی‌سی گیمر (ایالات متحده) | 67/100  |
| VideoGamer.com           | 6/10    |

## دنباله
در اوایل ماه مه ۲۰۱۹، دنباله‌ای با عنوان گوست ریکان نقطه توقف، برای این بازی معرفی شد.